# Леоново (муниципальный округ Егорьевск)
Лео́ново — деревня в муниципальном округе Егорьевск Московской области России.

## География
Деревня Леоново расположена в восточной части муниципального округа Егорьевск, примерно в 21 километре к юго-востоку от города Егорьевск. Через деревню протекает река Белавинка. Высота над уровнем моря 119 метров.

## История
До отмены крепостного права жители деревни относились к разряду государственных крестьян. После 1861 года деревня вошла в состав Парыкинской волости Егорьевского уезда. Приход находился в селе Княжево.
В 1926 году деревня входила в Княжевский сельсовет Починковской волости Егорьевского уезда.
До 1994 года Леоново входило в состав Полбинского сельсовета Егорьевского района, в 1994—2004 гг. — Полбинского сельского округа, а в 2004—2006 гг. — Подрядниковского сельского округа.
Входила в состав сельского поселения Юрцовское.

## Демография
В 1885 году в деревне проживало 582 человека, в 1905 году — 788 человек (405 мужчин, 383 женщины), в 1926 году — 629 человек (283 мужчины, 346 женщин). По переписи 2002 года — 136 человек (68 мужчин, 68 женщин). Население — 255 человек (2010).
| 1859 | 1868 | 1885 | 1905 | 1926 | 2002 | 2006 | 2010 |
| ---- | ---- | ---- | ---- | ---- | ---- | ---- | ---- |
| 375  | ↗501 | ↗582 | ↗788 | ↘629 | ↘136 | ↗145 | ↗255 |